# Turbo C

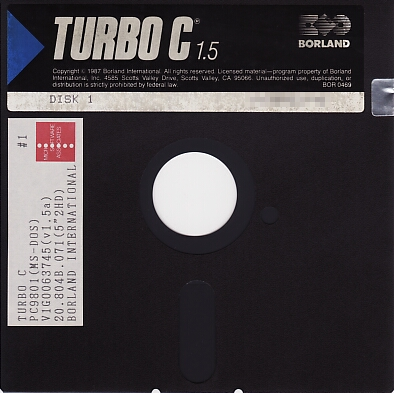
Turbo C 1.5のディスク

Turbo C (ターボ シー) は、ボーランド (Borland) が開発したC言語用統合開発環境とコンパイラの名称。1987年に登場し、当時としては先進的な統合開発環境とサイズが小さくコンパイルが高速な点、マニュアルが充実していて低価格な点などが評価された。
1990年5月、ボーランドは Turbo C から Turbo C++ へと移行し、アマチュア向け・ローエンド製品を Turbo C++、プロ向け・ハイエンド製品を Borland C++ として2系統に展開した。その後はしばらく Turbo ブランドの名称は使われなくなっていたが、2006年、ボーランドは Turbo のブランド名を再び使い始めた。

## バージョン履歴
Version 1.0（1987年5月13日）
IBM PC 上のC言語において、編集-コンパイル-実行を1つの環境に統合した最初の製品。当時の他のボーランド製品と同様、他社の開発したものを Turbo ブランドで販売したものである。元は Bob Jervis の開発した Wizard C である（当時ボーランドの主力製品は Turbo Pascal で、これには Turbo C のようなプルダウンメニューが無く、1987年のバージョン4で Turbo C に似せた外観になった）。384KBのメモリで動作する。強力なインラインアセンブリ言語が使え、その中でC言語コード内の名前を参照できる。全メモリモデルをサポートし、性能またはメモリ使用量のコンパイラ最適化、定数畳み込み、分岐除去などの機能がある。
Version 1.5（1988年1月）
Version 1.0 の改良版。サンプルプログラムが増え、マニュアルが改善され、バグが修正されている。360KBのフロッピーディスクに圧縮されずに格納されて販売されており、mcalc という簡単な表計算ソフトのソースがサンプルとして付属していた。このバージョンから <conio.h> というヘッダファイルが導入され、PC固有の高速なコンソールI/Oを提供した。なお、立ち上げ時の画面には1987年と表示されているが、実際に出荷されたのは1988年1月である。日本ではマイクロソフトウェアアソシエイツとサザンパシフィックの2社がそれぞれPC-9800シリーズに移植して日本語版を発売した。
Version 2.0（1989年）
アメリカ国内では1988年末に出荷された。画面が青くなり、その後他のボーランド製品でも青い画面が基本になった。アメリカ版では Turbo Assembler や独立したデバッガが同梱されなかった（それぞれ独立した製品として販売）。この広告によれば、Turbo C、Asm、Debugger を合わせて Turbo C Professional として販売された。また、同時に Turbo Debugger と Turbo Assembler、拡張グラフィックスライブラリが別にリリースされていたこともわかる。このバージョンの Turbo C はドイツのみで Atari ST 向けにリリースされている。なお、日本ではPC-9800シリーズやFMRシリーズ、AX向けの Turbo C が販売されていた。
Turbo C++ 1.0（1990年）
日本語版の対象機種は、PC98のみ。対象OSは、DOS。当時のC++製品には珍しく、C++のネイティブコンパイルをサポートしていた。
Borland C++ 2.0（1991年）
日本語版の対象機種は、PC98のみ。統合開発環境を備え、DOSに加えてWindows 3.0に対応するアプリケーションを開発できる。
Borland C++ & Application Framework 2.0（1991年）
日本語版の対象機種は、PC98のみ。Borland C++ 2.0にクラスライブラリ「ObjectWindows」（Windows用）と「Turbo Vision」（DOS用）を添付したもの。
Borland C++ & Application Framework 3.0（1992年）
日本語版の対象機種は、PC98とDOS/V。アプリケーションのビルド時間を短縮するプリコンパイルヘッダを採用。また、Windows上で動作する統合開発環境を搭載。
Borland C++ 3.0 / Turbo C++ for Windows 3.0（1992年）
対象機種は、PC98とDOS/V。Borland C++ & Application Framework 3.0からオブジェクトライブラリを省略した製品。Turbo C++ for Windows 3.0はWindowsアプリケーションの開発のみサポートする。
Borland C++ & Application Framework 3.1 / Borland C++ 3.1 / Turbo C++ for Windows 3.1（1993年）
対象機種は、PC98とDOS/V。Windows 3.1の新機能である TrueType や OLE に対応するため、ヘッダファイル・ライブラリが更新された。
Borland C++ 4.0J / Turbo C++ 4.0J for DOS（1995年）
対象機種は、PC98とDOS/V。Borland C++ 4.0J は新たに Win32s や Windows NT の32ビット (Win32) アプリケーションの開発に対応。Turbo C++ 4.0J for DOSはプロテクトモードで動作し、Turbo Debuggerが付属する。
Borland C++ 5.0J / Turbo C++ 5.0J for Windows 95 & Windows NT（1996年）
対象OSは、DOS、Windows 3.1、Windows 95、およびWindows NT 3.51。Turbo C++ 5.0JはBorland C++ 5.0J から32ビットWindowsアプリケーション開発機能だけを抜き出したサブセット。Windows 32ビットGUI環境向けのC/C++統合開発環境という役割は、翌年発売された Borland C++Builder が継承した。
Turbo C Version 2.0 出荷の後1990年に Turbo C++ がリリースされたが、その中に "Turbo C" も同梱された。最初のC++コンパイラはサンディエゴの企業が開発したもので、純粋なC++用コンパイラとしては最初の製品の1つであった（当時、C++コンパイラはプリコンパイラ方式でC言語のソースを生成していた ⇒ Cfront）。次のバージョンから、社内で Peter Kukol が中心となって書き直したことと主力製品であることを表すため Borland C++ と名称を変更した。Turbo C++ の名称は使われなくなったが、Turbo C++ 3.0 が1991年にリリースされた。このため Turbo C++ には 2.0 が存在しない。
ただし、日本国内では、Borland C++ シリーズが主力製品となった後も廉価版であるサブセットの製品名として使われ続けた。また、場合によっては、Borland C++ 等の製品を構成する要素として同梱されるケースも存在した。この為、マニュアル等の表紙でも Turbo C++ の名称が併記されるケースも存在した。2000年に発売されたBorland C++ Suiteに同梱された後は、2006年まで製品名として使われなかった。

## フリーウェアのリリース
2000年、ボーランドは "アンティークソフトウェア"（アバンダンウェア）となっていた Turbo C / Turbo C++ のいくつかのバージョンをフリーウェアとしてリリースした。ダウンロードは、後継会社のエンバカデロ・テクノロジーズ (Embarcadero Technologies) の Web サイトから行える。